# All That She Wants
All That She Wants ist ein 1992 veröffentlichtes Lied der schwedischen Popgruppe Ace of Base.

## Text und Musik
Inhaltlich geht es um eine einsame Frau, die sich regelmäßig neue Partner sucht.
Ursprünglich sollte der Song Mister Ace heißen und Liedtexte von Linn Berggren, Ulf Ekberg und Jonas Berggren enthalten. In Koproduktion mit Denniz PoP, der das Demotape zu diesem Titel während eines Urlaubes hörte, blieben zwar die Pop-Elemente erhalten, doch der Refrain wurde durch die Zeile „All That She Wants“ ersetzt und es wurde eine eingängige Saxophon-Melodie sowie eine stärkere Bassline hinzugefügt.
Die endgültige Version wurde schließlich am 16. November 1992 zunächst in Skandinavien veröffentlicht, kurze Zeit später im Rest der Welt und entwickelte sich in Dutzenden von Ländern schnell zu einem Erfolg. Während der Aufnahmen zu diesem Titel fehlte das vierte Band-Mitglied Jenny Berggren.

## Kommerzieller Erfolg

### Chartplatzierungen
Anfang 1993 erreichte All That She Wants in vielen Ländern die Spitze der Charts, darunter Österreich, Schweiz, Deutschland, Dänemark, Großbritannien und Australien. In den Vereinigten Staaten, Frankreich und Norwegen schaffte es der Titel bis auf Position zwei und im Heimatland der Gruppe Schweden sowie in den Niederlanden und in Neuseeland bis auf Platz drei. Zwar war der Titel drei Monate lang unter den besten drei Songs in den US-amerikanischen Billboard-Hot-100-Charts, schaffte es dort jedoch nicht bis an die Spitze. In Deutschland erreichte die Single nicht nur die Chartspitze der Singlecharts, sondern auch für drei Wochen die Chartspitze der Airplaycharts.
Am 22. Juli 2014 wurde eine EP mit zehn neuen Versionen des Songs veröffentlicht.
| ChartsChartplatzierungen       | Höchstplatzierung | Wochen |
| ------------------------------ | ----------------- | ------ |
| Deutschland (GfK)              | 1 (40 Wo.)        | 40     |
| Österreich (Ö3)                | 1 (25 Wo.)        | 25     |
| Schweden (GLF)                 | 3 (15 Wo.)        | 15     |
| Schweiz (IFPI)                 | 1 (28 Wo.)        | 28     |
| Vereinigte Staaten (Billboard) | 2 (36 Wo.)        | 36     |
| Vereinigtes Königreich (OCC)   | 1 (16 Wo.)        | 16     |

### Auszeichnungen für Musikverkäufe
| Land/Region                  | Auszeichnungen für Musikverkäufe (Land/Region, Auszeichnung, Verkäufe) | Verkäufe  |
| ---------------------------- | ---------------------------------------------------------------------- | --------- |
| Australien (ARIA)            | 2× Platin                                                              | 140.000   |
| Dänemark (IFPI)              | Platin                                                                 | 90.000    |
| Deutschland (BVMI)           | 3× Gold                                                                | 855.000   |
| Frankreich (SNEP)            | Gold                                                                   | 250.000   |
| Italien (FIMI)               | Platin                                                                 | 100.000   |
| Japan (RIAJ)                 | 4× Platin                                                              | 400.000   |
| Neuseeland (RMNZ)            | Platin                                                                 | 10.000    |
| Niederlande (NVPI)           | Gold                                                                   | 50.000    |
| Österreich (IFPI)            | Gold                                                                   | 25.000    |
| Spanien (Promusicae)         | Gold                                                                   | 30.000    |
| Vereinigte Staaten (RIAA)    | Platin                                                                 | 1.200.000 |
| Vereinigtes Königreich (BPI) | Platin                                                                 | 771.323   |
| Insgesamt                    | 5× Gold · 12× Platin ·                                                 | 3.921.323 |

Hauptartikel: Ace of Base/Auszeichnungen für Musikverkäufe

## Coverversionen
All That She Wants wurde zahlreich gecovert. Sowohl secondhandsongs.com wie auch cover.info beinhalten jeweils mehr als 50 Versionen des Liedes seit seinem Entstehen. Bekannte Versionen gibt es dabei von sehr unterschiedlichen Bands wie der Punkband WIZO, die das Lied 1993 als Single aufgenommen haben, wie auch der Metalband Knorkator, die es 2000 auf ihrem Tribute to uns selbst aufgenommen haben und regelmäßig in ihren Liveauftritten nutzen.
Die Band Boppin’B nahm 1994 eine A-cappella-Version des Liedes mit satirischen deutschem Text als Alles was sie will auf und Mambo Kurt verarbeitete es 2004 in einem Polka-Medley auf seinem Album Sun Of A Beach – The Return Of Alleinunterhalter Vol. 5 zusammen mit Paloma Blanca und Sun of Jamaica. Deniz Jaspersen, Jonathan Kluth und Tex coverten All That She Wants 2013 live bei TV Noir. Eine weitere Metalversion des Liedes nahm Leo Moracchioli 2017 für youtube.com auf und veröffentlichtes es nachfolgend.
Die Hook des Liedes Alles was sie will (2019) von Kontra K ist ein Sample von All That She Wants. Auch Camila Cabello verwendet die Gesangsmelodie für den Refrain von Liar.